# Буцке, Виктор Романович
Виктор Романович Буцке (1845—1904) — русский психиатр, создатель в Москве первого в России городского патронажа.

## Биография
Родился 10 февраля 1845 года[по какому календарю?] в слободе Ольховатка Острогожского уезда Воронежской губернии в семье врача. Учился в пансионе в Москве, затем в 1864—1869 годах на медицинском факультете Императорского Московского университета, после чего два года совершенствовал образование по клинической психиатрии и патологической анатомии в Бонне. В 1871 году поступил ординатором в Преображенскую больницу в Москве, в 1887—1894 годах — главный врач этой больницы. В 1870-х годах он добивался введения трудотерапии, занимался улучшением работы медперсонала, требовал ограничения и контроля за применением «горячечных рубашек».
Виктор Буцке выступил инициатором создания и организатором ещё одной больницы для душевнобольных и 29 апреля 1894 года был назначен первым главным врачом этой новой больницы, ныне — Психиатрическая клиническая больница № 1 имени Н. А. Алексеева. С первого дня работы в Алексеевской больнице Буцке запретил смирительные рубашки и стремился создать максимально комфортные условия для больных. Основой лечения в больнице были уют, доброжелательное отношение и постоянная занятость пациентов развлечениями или трудом. Буцке был одним из первых русских психиатров-самоучек, объединивших теоретические медицинские знания, полученные в Московском университете и за границей, с большим практическим опытом повседневной врачебной работы. Он создал особый больничный совет из врачей для управления больницей, а также разработал план, сочетающий больничные способы лечения и ухода за душевнобольными со способами внебольничными, при сохранении связи между учреждениями обоих типов.
Ему принадлежит статья: Буцке В. Р. Анализ условий пространства и времени при ассоциациях идей // Вопросы философии и психологии. — 1894. — № 22.
Осенью 1903 года он был вынужден оставить должности главного врача и директора больницы в связи с резким ухудшением состояния здоровья.
Скончался 5 (18) февраля 1904 года в Москве; по другим сведениям он умер 9 (22) февраля 1904 года. Похоронен на Даниловском кладбище; могила утрачена.